# Yann Lachuer
Yann Lachuer (ur. 5 sierpnia 1972 w Champigny-sur-Marne) – francuski piłkarz grający na pozycji środkowego pomocnika.

## Kariera klubowa
Karierę piłkarską Lachuer rozpoczął w klubie US Créteil-Lusitanos. W 1992 roku zadebiutował w nim w drugiej lidze francuskiej. W 1993 roku odszedł do pierwszoligowego AJ Auxerre. W Ligue 1 zadebiutował 8 kwietnia 1995 w przegranym 0:1 domowym meczu z Montpellier HSC. Przez pierwsze 3 sezony rozegrał w Auxerre 2 spotkania. W 1996 roku miał więc nieznaczny udział w wywalczeniu mistrzostwa Francji. W 1996 roku został wypożyczony do LB Châteauroux i wygrał z nim rozgrywki drugiej ligi Francji. W 1997 roku wrócił do Auxerre i był jego podstawowym zawodnikiem.
W 1998 roku Lachuer odszedł z Auxerre do Paris Saint-Germain. Po roku gry w PSG odszedł do Bastii. W klubie z Korsyki występował przez 2 sezony. W 2001 roku wrócił do Auxerre, w którym przez 5 lat grał w podstawowym składzie. W 2003 i 2005 roku zdobył z Auxerre Puchar Francji.
W sezonie 2006/2007 Lachuer grał w Troyes AC, a w sezonie 2007/2008 w drugoligowym Châteauroux. Z kolei w 2008 roku odszedł do amatorskiego US Orléans. W 2009 roku zakończył w nim sportową karierę.
| Sezon   | Klub                 | Kraj    | Rozgrywki | Mecze | Bramki |
| ------- | -------------------- | ------- | --------- | ----- | ------ |
| 1992/93 | US Créteil-Lusitanos | Francja | Ligue 2   | 31    | 5      |
| 1993/94 | AJ Auxerre           | Francja | Ligue 1   | 0     | 0      |
| 1994/95 | AJ Auxerre           | Francja | Ligue 1   | 1     | 0      |
| 1995/96 | AJ Auxerre           | Francja | Ligue 1   | 1     | 0      |
| 1996/97 | LB Châteauroux       | Francja | Ligue 1   | 32    | 9      |
| 1997/98 | AJ Auxerre           | Francja | Ligue 1   | 29    | 7      |
| 1998/99 | Paris Saint-Germain  | Francja | Ligue 1   | 20    | 1      |
| 1999/00 | SC Bastia            | Francja | Ligue 1   | 33    | 3      |
| 2000/01 | SC Bastia            | Francja | Ligue 1   | 32    | 4      |
| 2001/02 | AJ Auxerre           | Francja | Ligue 1   | 30    | 3      |
| 2002/03 | AJ Auxerre           | Francja | Ligue 1   | 39    | 4      |
| 2003/04 | AJ Auxerre           | Francja | Ligue 1   | 37    | 3      |
| 2004/05 | AJ Auxerre           | Francja | Ligue 1   | 24    | 1      |
| 2005/06 | AJ Auxerre           | Francja | Ligue 1   | 27    | 4      |
| 2006/07 | AJ Auxerre           | Francja | Ligue 1   | 37    | 3      |
| 2007/08 | LB Châteauroux       | Francja | Ligue 1   | 27    | 8      |
| 2008/09 | US Orléans           | Francja | CFA       | ?     | ?      |